# Estheria notopleuralis
Estheria notopleuralis är en tvåvingeart som först beskrevs av Fritz Isidore van Emden 1947.  Estheria notopleuralis ingår i släktet Estheria och familjen parasitflugor. Inga underarter finns listade i Catalogue of Life.